# Xanthoparmelia isidiotegeta
Xanthoparmelia isidiotegeta är en lavart som beskrevs av Elix & Kantvilas. Xanthoparmelia isidiotegeta ingår i släktet Xanthoparmelia och familjen Parmeliaceae.   Inga underarter finns listade i Catalogue of Life.